# Patriarcha
Patriarcha (gr. πατριάρχης „praojciec”) – w Starym Testamencie określenie protoplastów Izraelitów (Abraham, Izaak, Jakub oraz dwunastu synów Jakuba), ale także protoplastów ludzkości, oraz protoplastów rodów, np. Dawid.
W późnym chrześcijaństwie hierarcha Kościoła, zwierzchnik metropolitów, rządzący określonym przez prawo kanoniczne patriarchatem. Pięciu kanonicznych patriarchów to patriarcha Rzymu (papież, jednak w 2006 roku papież Benedykt XVI zrezygnował z tytułu patriarchy zachodu - powrócił do niego Papież Franciszek w 2024 roku), patriarcha Konstantynopola, patriarcha Aleksandrii, patriarcha Antiochii i patriarcha Jerozolimy.

## Znaczenie patriarchatu w katolicyzmie i prawosławiu
Na Zachodzie tytułem powszechnego patriarchy do niedawna posługiwał się papież. W Kościele Zachodu różnica między posługą papieża, wypełniającego prymat Piotrowy, i patriarchy, sprawującego władzę duchowną nad wszystkimi wiernymi obrządków Zachodu oraz nad wiernymi obrządków Wschodu zamieszkałymi we Włoszech, z biegiem czasu uległa zatarciu. Dlatego Benedykt XVI zrezygnował z tytułu patriarchy Zachodu w 2006 r., uwydatniając przez to tytuł biskupa Rzymu – wcześniejszy i bardziej biblijny od tytułu patriarchy.
Godność ta ma natomiast wciąż pełnię treści w Kościołach Wschodu, gdzie jest nawet uznawana za fundamentalną dla struktury Kościoła. Prawosławni teologowie pojmują Kościół powszechny nie jako jednolitą organizację poddaną władzy papieża, lecz jako związek pięciu równorzędnych patriarchatów („pentarchię”), w którym papież nie ma władzy, a tylko honorowe pierwszeństwo. W tej strukturze przeciwstawiają patriarchę Konstantynopola, jako głowę Cerkwi prawosławnej na całym świecie, patriarsze Rzymu, jako „papieżowi Kościoła rzymskokatolickiego”.
Ta rozbieżność koncepcji była jednym z powodów – a zarazem objawów – utraty komunii między Konstantynopolem i Rzymem.

### Patriarchaty kanoniczne
W Kościele początkowo jako patriarchów określano biskupów o większej władzy lub autorytecie. W miarę formalizowania się hierarchii kościelnej zakres tego określenia wciąż się ograniczał – ostatecznie tylko do biskupów najważniejszych miast Cesarstwa Rzymskiego w pierwszych wiekach chrześcijaństwa – Rzymu, Aleksandrii i Antiochii. Taka była najdawniejsza hierarchia patriarchów. Biskup Rzymu był patriarchą Zachodu, czyli terenów wchodzących wówczas w skład Cesarstwa Zachodniorzymskiego. Patriarcha Antiochii sprawował władzę duchowną nad Kościołem w Azji (zarówno w granicach Cesarstwa Rzymskiego, jak i poza Cesarstwem) i w tej części Europy, która znalazła się w obrębie Cesarstwa Wschodniorzymskiego. Patriarcha Aleksandrii – nad Kościołem w Afryce.
Ten klarowny system nie przetrwał jednak długo. Od kiedy cesarz Konstantyn I Wielki podniósł Konstantynopol do rangi stolicy wschodniej części Cesarstwa – „Nowego Rzymu” – tamtejsi biskupi, powołując się na stołeczną rangę miasta, domagali się podniesienia ich do godności patriarchów. Co więcej, patriarcha konstantynopolitański miałby mieć pozycję równą patriarsze Zachodu – papieżowi, bądź co najmniej drugą po papieżu. Papieże sprzeciwiali się temu, jednak biskupi Konstantynopola znajdowali poparcie u kolejnych cesarzy Wschodu. Pod ich wpływem sobór konstantynopolitański I w 381 ustanowił patriarchat konstantynopolitański, wydzielając dlań spod jurysdykcji antiocheńskiej kanoniczne terytorium Azji Mniejszej i Tracji, oraz nadał mu rangę drugiego po rzymskim. Kanon ten wywołał gwałtowny sprzeciw w Rzymie i nigdy nie był przez papieży uznawany.
Od IV wieku, gdy zaczął się ruch pątniczy do Ziemi Świętej, wyższą rangę zaczęto nadawać biskupowi Jerozolimy. Ostatecznie sobór chalcedoński w 451 wydzielił z patriarchatu antiocheńskiego obszar Palestyny i Arabii, ustanawiając na tych terenach odrębny patriarchat w Jerozolimie. Ta operacja nie wzbudziła publicznego oporu ani kontrowersji. Ostatecznie więc kanoniczna hierarchia patriarchatów była następująca: rzymski, konstantynopolitański, aleksandryjski, antiocheński i jerozolimski. Te właśnie patriarchaty tworzyły wspomnianą wcześniej pentarchię.

## Patriarchaty w poszczególnych Kościołach

### Patriarchaty Kościołóworientalnychiasyryjskich
Po soborze efeskim i chalcedońskim powstały niezależne patriarchaty Kościołów asyryjskich i orientalnych, których Kościół katolicki nie uznawał. Dodatkowo Kościoły te uważano za heretyckie. Oddzielili oni tytuł patriarchy od siedziby biskupstwa, wiążąc tę godność z przywództwem danego wyznania. Do dalszego rozmnożenia patriarchatów przyczyniło się powstawanie unickich katolickich Kościołów wschodnich.
Już w V wieku powstał nestoriański patriarchat Seleucji i Ktezyfonu, w 800 przeniesiony do Bagdadu. Obecnie katolikos i patriarcha Wschodu rezyduje w Kuczanis (w górach irańskiej części Azerbejdżanu). Po zawarciu przez część nestorian unii z Rzymem i powstaniu w ten sposób kościoła chaldejskiego pojawił się drugi, unicki chaldejski patriarcha Babilonu, rezydujący najpierw w Mosulu, obecnie w Bagdadzie.
Tytułu patriarchy wszystkich Ormian, jak się wydaje, od samego początku istnienia Apostolskiego Kościoła Ormiańskiego używali jego katolikosi, rezydujący w Eczmiadzynie. W wyniku migracji Ormian do Cylicji powstał w 1080 patriarchat Wielkiego Domu Cylicyjskiego, początkowo w Sis, obecnie w Antiljas (Liban). W VII wieku ormiańscy biskupi Jerozolimy sami zaczęli nazywać się patriarchami. W 1461 sułtan Mehmed II, organizując Imperium Osmańskie w system millet, ustanowił ormiańskiego patriarchę w Konstantynopolu jako przedstawiciela Kościoła i narodu ormiańskiego wobec Porty Osmańskiej. Tak więc Apostolski Kościół Ormiański ma czterech patriarchów. Do nich dochodzi unicki „ormiański patriarcha Cylicji”, rezydujący w Bzommar w Libanie.
Po rozłamie w kościele egipskim i syryjskim wywołanym herezją monofizytyzmu, w okresie od V do VII wieku, patriarchami Aleksandrii i Antiochii bywali na przemian monofizyci i melchici (katolicy). Po opanowaniu tych terenów przez Arabów ostatecznie ukształtowały się po dwie konkurencyjne, istniejące do dziś, linie patriarchów – melchicka i monofizycka (w Aleksandrii koptyjska, w Antiochii jakobicka). Prawosławny patriarcha Antiochii od 1343 rezyduje w Damaszku (Syria). Koptyjscy patriarchowie aleksandryjscy, rezydujący w Kairze, używają tytułu papieża, jaki we wczesnym chrześcijaństwie przyznawano wszystkim biskupom.

### Patriarchaty unickie
Rozłam spowodowany przez monofizytów wstrząsnął patriarchatem Antiochii. Jednym z jego oddźwięków było oddzielenie się monoteletyckich maronitów, którzy nie chcieli unii ani z monofizytami, ani z prawosławnymi melchitami. Kościół maronicki ma oddzielnego patriarchę od 687. Rezydencja maronickiego „patriarchy Antiochii i całej Azji” mieściła się w różnych wioskach gór Libanu – Kfarhay (687–938), Akourah (938–1440), Wadi Kannoubine (1440–1823), Dimane (letnia) i Bkerke (zimowa) – od 1823. Patriarcha ten jest patriarchą unickim – kościół maronicki w całości pozostaje w łączności z Rzymem.
Kościół melchicki (kościół katolicki obrządku greckiego, działający na terenach patriarchatów Jerozolimy, Aleksandrii i Antiochii) jest rządzony przez patriarchę unickiego Antiochii, Aleksandrii, Jerozolimy i całej Azji, łączącego wszystkie trzy patriarchaty do czasu pojawienia się wiernych w liczbie uzasadniającej powołanie nowych patriarchów. Patriarcha ten jest patriarchą unickim – a kościół melchicki katolicki pozostaje w łączności z Rzymem. Patriarcha również rezyduje w Damaszku.
W 1781 jakobicki biskup Aleppo Ignacy Giarve złożył katolickie wyznanie wiary, zapoczątkowując w ten sposób linię unickich syryjskich patriarchów Antiochii (kościół katolicki obrządku syryjskiego), rezydujących w Bejrucie.
Od 1895 powoływani są uniccy koptyjscy patriarchowie Aleksandrii, rezydujący w Kairze.
Patriarchowie uniccy są wybierani przez synod biskupów danego patriarchatu, następnie zatwierdzani przez papieża, przed którym składają wyznanie wiary i od którego otrzymują oznakę godności – paliusz. Patriarchowie ustanawiają prawa rządzące patriarchatem, zwołują i prowadzą synody, wyświęcają biskupów i sprawują inne funkcje liturgiczne i organizacyjne, między innymi raz na trzy lata wizytują wszystkie diecezje. Każdy patriarcha utrzymuje stałego przedstawiciela w Rzymie. Patriarchowie uniccy sprawują władzę nad wszystkimi wiernymi ich obrządku. Wyjątkiem jest ormiański patriarcha Cylicji, spod którego władzy są wyjęte diecezje we Lwowie i w Artwinie (Krym), podległe bezpośrednio papieżowi. Hierarchia patriarchów z punktu widzenia Rzymu jest następująca: rzymski, konstantynopolitański, aleksandryjski, antiocheński, jerozolimski, cylicyjski i babiloński. O pierwszeństwie patriarchów różnych obrządków decyduje data powołania każdego z nich.

### Patriarchaty prawosławne
Melchiccy (tzn. nie-heretyccy) patriarchowie Antiochii, Jerozolimy i Aleksandrii po podboju muzułmańskim stopniowo popadli w zależność od patriarchy Konstantynopola, do tego stopnia, że wielu z nich, rodowitych Greków, rezydowało przy nim w Konstantynopolu, nie mając kontaktu z wiernymi swoich patriarchatów. Po podboju tureckim Wielka Porta Osmańska uznała patriarchów Konstantynopola za przywódców wszystkich wiernych kościołów Wschodu („Rzymian” – rum millet) na swoim terenie, udzielając im z tego powodu w pewnym zakresie nawet władzy cywilnej, co oczywiście jeszcze wzmocniło ich pozycję. Patriarchowie Konstantynopola podporządkowali sobie w ten sposób niemal cały kościół na Wschodzie. W tej sytuacji przybranie przez nich tytułu patriarchów ekumenicznych („narodowych”) było właściwie już tylko potwierdzeniem faktu i kolejnym wyrazem dążeń patriarchatu konstantynopolitańskiego do objęcia przewodniej roli w Kościele.
Bujny rozwój cerkwi prawosławnej na Rusi, a potem w Rosji zaowocował podniesieniem metropolity moskiewskiego do rangi „patriarchy Moskwy i całej Rusi”, mocą ukazu cara Fiodora I z 1589. Fakt ten został w 1591 zatwierdzony przez synod pozostałych prawosławnych patriarchów, przy czym w hierarchii patriarchatów Moskwie przyznano miejsce za Jerozolimą (w ten sposób w cerkwi prawosławnej znów pojawiło się pięć patriarchatów, gdyż Rzym został wykreślony jako „upadły”). Patriarchat moskiewski został jednak w 1700 zniesiony przez cara Piotra I, który powierzył władzę nad rosyjską cerkwią prawosławną Świętemu Synodowi. W 1917 wszechrosyjski synod przywrócił patriarchat w Moskwie.
Kolejno powstające prawosławne Cerkwie autokefaliczne powoływały własnych patriarchów. Obecnie istnieją prawosławne patriarchaty rumuński (od 1925), bułgarski (od 1953), gruziński (1012–1811 i od 1917), serbski (1346–1459, 1577–1766 i od 1920).
Po uzyskaniu niepodległości przez Ukrainę w ukraińskiej cerkwi prawosławnej patriarchatu moskiewskiego doszło do schizmy i serii rozłamów. W ich wyniku powstały dwa patriarchaty z siedzibami w Kijowie – jeden należy do Ukraińskiej Autokefalicznej Cerkwi Prawosławnej, drugi do Ukraińskiej Cerkwi Prawosławnej Patriarchatu Kijowskiego. Oba te patriarchaty były do 2018 r. uznawane przez główny nurt prawosławia za niekanoniczne i nie pozostawały w komunii z żadną inną Cerkwią prawosławną.

### Patriarchaty w Kościele Zachodu

Herb patriarchy łacińskiego

Krzyżowcy, którzy w XI-XIII wieku zdobyli Konstantynopol, Jerozolimę i Antiochię, ustanawiali w tych miastach patriarchów łacińskich. Patriarchaty te upadły jednak wraz z upadkiem państw łacińskich na Bliskim Wschodzie. Od 1847 papieże na nowo mianują łacińskich patriarchów Jerozolimy. Bywali również mianowani łacińscy patriarchowie pozostałych stolic, jednak były to tytuły czysto honorowe, noszone przez dostojników na dworze papieskim.
Tradycyjnie, od czasów gockiego podboju Italii, tytułu patriarchy używali biskupi Akwilei, potem Grado, Udine, a obecnie – Wenecji. Podobnie honorową godność patriarchy ma arcybiskup Lizbony. W okresie europejskich podbojów kolonialnych papieże ustanowili „patriarchę Indii Zachodnich” (1520) – którym jest kapelan armii hiszpańskiej – i „patriarchę Indii Wschodnich” (1886), rezydującego w Goa. Wszystko to są jednak tak zwani patriarchowie „mniejsi” (minor), niebędący patriarchami w pełnym znaczeniu tego słowa, ponieważ nosząc tytuł nie mają władzy patriarszej. Spośród patriarchów łacińskich rzeczywistą władzę, acz niewielką, ma tylko jerozolimski – w pewnym zakresie podlegają mu katolicy obrządku łacińskiego w Palestynie i na Cyprze.
W pierwszej połowie XI wieku biskup Bremy i Hamburga Adalbert starał się u papieża o powołanie odrębnego patriarchatu Północy, mającego objąć chrystianizowaną wówczas Skandynawię oraz Islandię i Grenlandię. Skończyło się jednak na powołaniu, w 1104, metropolii w Lund.

## Lista patriarchatów

### Pięć patriarchatów starożytnych – pentarchia
- patriarcha Rzymu
- patriarcha Konstantynopola
- patriarcha Aleksandrii
- patriarcha Antiochii
- patriarcha Jerozolimy

### Kościoły przedchalcedońskie
- koptyjski patriarcha Aleksandrii
- syryjsko-prawosławny patriarcha Antiochii
  - Patriarcha Indii
- katolikos Wszystkich Ormian
  - katolikos Wielkiego Domu Cylicyjskiego
  - ormiański patriarcha Konstantynopola
  - ormiański patriarcha Jerozolimy
- Malankarski Katolikos Wschodu
- patriarcha Etiopii
- patriarcha Erytrei

### Kościoły przedefeskie
patriarchat Kościoła Wschodu

### Kościół prawosławny

#### Cerkwie kanoniczne
- patriarcha Konstantynopola – patriarcha ekumeniczny
  - prawosławny patriarcha Aleksandrii
  - prawosławny patriarcha Antiochii
  - prawosławny patriarcha Jerozolimy
  - patriarcha Moskwy i Wszechrusi
  - patriarcha Gruzji
  - patriarcha Serbii
  - patriarcha Rumunii
  - patriarcha Bułgarii

#### Cerkwie niekanoniczne
- patriarcha Moskwy i Wszechrusi (cerkiew staroprawosławna)
- Patriarchat Kijowski (Ukraiński Kościół Prawosławny) (do 2018)

### Kościół katolicki
- papież – tradycyjnie patriarcha Rzymu, dawniej oficjalnie patriarcha zachodu

#### Patriarchaty łacińskie
- patriarcha Jerozolimy
- patriarcha Lizbony
- patriarcha Wenecji
- patriarcha Wschodnich Indii
- patriarcha Indii Zachodnich

#### Historyczne patriarchaty łacińskie
- patriarcha Antiochii
- patriarcha Aleksandrii
- patriarcha Akwilei
- patriarcha Kartaginy
- patriarcha Konstantynopola
- patriarcha Grado

#### Patriarchaty unickie
- koptyjski katolicki patriarcha Aleksandrii
- syryjskokatolicki patriarcha Antiochii
- melchicki katolicki patriarcha Antiochii, Aleksandrii i Jerozolimy
- maronicki patriarcha Antiochii
- ormiański katolicki patriarcha katolikos Cylicji
- chaldejski patriarcha Babilonu